# Боден, Сэмюэль
|   | a | b | c | d | e | f | g | h |   |
| - | --- | --- | --- | --- | --- | --- | --- | --- | - |
| 8 | c8 чёрный король · e8 чёрная ладья · h8 чёрная ладья · a7 чёрная пешка · b7 чёрная пешка · c7 чёрная пешка · g7 чёрная пешка · h7 чёрная пешка · c6 чёрный конь · d5 белый слон · f5 чёрный слон · f4 белая пешка · a3 чёрный слон · c3 белая пешка · e3 белый слон · f3 белый ферзь · a2 белая пешка · d2 белый конь · f2 белая пешка · h2 белая пешка · c1 белый король · d1 белая ладья · h1 белая ладья | c8 чёрный король · e8 чёрная ладья · h8 чёрная ладья · a7 чёрная пешка · b7 чёрная пешка · c7 чёрная пешка · g7 чёрная пешка · h7 чёрная пешка · c6 чёрный конь · d5 белый слон · f5 чёрный слон · f4 белая пешка · a3 чёрный слон · c3 белая пешка · e3 белый слон · f3 белый ферзь · a2 белая пешка · d2 белый конь · f2 белая пешка · h2 белая пешка · c1 белый король · d1 белая ладья · h1 белая ладья | c8 чёрный король · e8 чёрная ладья · h8 чёрная ладья · a7 чёрная пешка · b7 чёрная пешка · c7 чёрная пешка · g7 чёрная пешка · h7 чёрная пешка · c6 чёрный конь · d5 белый слон · f5 чёрный слон · f4 белая пешка · a3 чёрный слон · c3 белая пешка · e3 белый слон · f3 белый ферзь · a2 белая пешка · d2 белый конь · f2 белая пешка · h2 белая пешка · c1 белый король · d1 белая ладья · h1 белая ладья | c8 чёрный король · e8 чёрная ладья · h8 чёрная ладья · a7 чёрная пешка · b7 чёрная пешка · c7 чёрная пешка · g7 чёрная пешка · h7 чёрная пешка · c6 чёрный конь · d5 белый слон · f5 чёрный слон · f4 белая пешка · a3 чёрный слон · c3 белая пешка · e3 белый слон · f3 белый ферзь · a2 белая пешка · d2 белый конь · f2 белая пешка · h2 белая пешка · c1 белый король · d1 белая ладья · h1 белая ладья | c8 чёрный король · e8 чёрная ладья · h8 чёрная ладья · a7 чёрная пешка · b7 чёрная пешка · c7 чёрная пешка · g7 чёрная пешка · h7 чёрная пешка · c6 чёрный конь · d5 белый слон · f5 чёрный слон · f4 белая пешка · a3 чёрный слон · c3 белая пешка · e3 белый слон · f3 белый ферзь · a2 белая пешка · d2 белый конь · f2 белая пешка · h2 белая пешка · c1 белый король · d1 белая ладья · h1 белая ладья | c8 чёрный король · e8 чёрная ладья · h8 чёрная ладья · a7 чёрная пешка · b7 чёрная пешка · c7 чёрная пешка · g7 чёрная пешка · h7 чёрная пешка · c6 чёрный конь · d5 белый слон · f5 чёрный слон · f4 белая пешка · a3 чёрный слон · c3 белая пешка · e3 белый слон · f3 белый ферзь · a2 белая пешка · d2 белый конь · f2 белая пешка · h2 белая пешка · c1 белый король · d1 белая ладья · h1 белая ладья | c8 чёрный король · e8 чёрная ладья · h8 чёрная ладья · a7 чёрная пешка · b7 чёрная пешка · c7 чёрная пешка · g7 чёрная пешка · h7 чёрная пешка · c6 чёрный конь · d5 белый слон · f5 чёрный слон · f4 белая пешка · a3 чёрный слон · c3 белая пешка · e3 белый слон · f3 белый ферзь · a2 белая пешка · d2 белый конь · f2 белая пешка · h2 белая пешка · c1 белый король · d1 белая ладья · h1 белая ладья | c8 чёрный король · e8 чёрная ладья · h8 чёрная ладья · a7 чёрная пешка · b7 чёрная пешка · c7 чёрная пешка · g7 чёрная пешка · h7 чёрная пешка · c6 чёрный конь · d5 белый слон · f5 чёрный слон · f4 белая пешка · a3 чёрный слон · c3 белая пешка · e3 белый слон · f3 белый ферзь · a2 белая пешка · d2 белый конь · f2 белая пешка · h2 белая пешка · c1 белый король · d1 белая ладья · h1 белая ладья | 8 |
| 7 | c8 чёрный король · e8 чёрная ладья · h8 чёрная ладья · a7 чёрная пешка · b7 чёрная пешка · c7 чёрная пешка · g7 чёрная пешка · h7 чёрная пешка · c6 чёрный конь · d5 белый слон · f5 чёрный слон · f4 белая пешка · a3 чёрный слон · c3 белая пешка · e3 белый слон · f3 белый ферзь · a2 белая пешка · d2 белый конь · f2 белая пешка · h2 белая пешка · c1 белый король · d1 белая ладья · h1 белая ладья | c8 чёрный король · e8 чёрная ладья · h8 чёрная ладья · a7 чёрная пешка · b7 чёрная пешка · c7 чёрная пешка · g7 чёрная пешка · h7 чёрная пешка · c6 чёрный конь · d5 белый слон · f5 чёрный слон · f4 белая пешка · a3 чёрный слон · c3 белая пешка · e3 белый слон · f3 белый ферзь · a2 белая пешка · d2 белый конь · f2 белая пешка · h2 белая пешка · c1 белый король · d1 белая ладья · h1 белая ладья | c8 чёрный король · e8 чёрная ладья · h8 чёрная ладья · a7 чёрная пешка · b7 чёрная пешка · c7 чёрная пешка · g7 чёрная пешка · h7 чёрная пешка · c6 чёрный конь · d5 белый слон · f5 чёрный слон · f4 белая пешка · a3 чёрный слон · c3 белая пешка · e3 белый слон · f3 белый ферзь · a2 белая пешка · d2 белый конь · f2 белая пешка · h2 белая пешка · c1 белый король · d1 белая ладья · h1 белая ладья | c8 чёрный король · e8 чёрная ладья · h8 чёрная ладья · a7 чёрная пешка · b7 чёрная пешка · c7 чёрная пешка · g7 чёрная пешка · h7 чёрная пешка · c6 чёрный конь · d5 белый слон · f5 чёрный слон · f4 белая пешка · a3 чёрный слон · c3 белая пешка · e3 белый слон · f3 белый ферзь · a2 белая пешка · d2 белый конь · f2 белая пешка · h2 белая пешка · c1 белый король · d1 белая ладья · h1 белая ладья | c8 чёрный король · e8 чёрная ладья · h8 чёрная ладья · a7 чёрная пешка · b7 чёрная пешка · c7 чёрная пешка · g7 чёрная пешка · h7 чёрная пешка · c6 чёрный конь · d5 белый слон · f5 чёрный слон · f4 белая пешка · a3 чёрный слон · c3 белая пешка · e3 белый слон · f3 белый ферзь · a2 белая пешка · d2 белый конь · f2 белая пешка · h2 белая пешка · c1 белый король · d1 белая ладья · h1 белая ладья | c8 чёрный король · e8 чёрная ладья · h8 чёрная ладья · a7 чёрная пешка · b7 чёрная пешка · c7 чёрная пешка · g7 чёрная пешка · h7 чёрная пешка · c6 чёрный конь · d5 белый слон · f5 чёрный слон · f4 белая пешка · a3 чёрный слон · c3 белая пешка · e3 белый слон · f3 белый ферзь · a2 белая пешка · d2 белый конь · f2 белая пешка · h2 белая пешка · c1 белый король · d1 белая ладья · h1 белая ладья | c8 чёрный король · e8 чёрная ладья · h8 чёрная ладья · a7 чёрная пешка · b7 чёрная пешка · c7 чёрная пешка · g7 чёрная пешка · h7 чёрная пешка · c6 чёрный конь · d5 белый слон · f5 чёрный слон · f4 белая пешка · a3 чёрный слон · c3 белая пешка · e3 белый слон · f3 белый ферзь · a2 белая пешка · d2 белый конь · f2 белая пешка · h2 белая пешка · c1 белый король · d1 белая ладья · h1 белая ладья | c8 чёрный король · e8 чёрная ладья · h8 чёрная ладья · a7 чёрная пешка · b7 чёрная пешка · c7 чёрная пешка · g7 чёрная пешка · h7 чёрная пешка · c6 чёрный конь · d5 белый слон · f5 чёрный слон · f4 белая пешка · a3 чёрный слон · c3 белая пешка · e3 белый слон · f3 белый ферзь · a2 белая пешка · d2 белый конь · f2 белая пешка · h2 белая пешка · c1 белый король · d1 белая ладья · h1 белая ладья | 7 |
| 6 | c8 чёрный король · e8 чёрная ладья · h8 чёрная ладья · a7 чёрная пешка · b7 чёрная пешка · c7 чёрная пешка · g7 чёрная пешка · h7 чёрная пешка · c6 чёрный конь · d5 белый слон · f5 чёрный слон · f4 белая пешка · a3 чёрный слон · c3 белая пешка · e3 белый слон · f3 белый ферзь · a2 белая пешка · d2 белый конь · f2 белая пешка · h2 белая пешка · c1 белый король · d1 белая ладья · h1 белая ладья | c8 чёрный король · e8 чёрная ладья · h8 чёрная ладья · a7 чёрная пешка · b7 чёрная пешка · c7 чёрная пешка · g7 чёрная пешка · h7 чёрная пешка · c6 чёрный конь · d5 белый слон · f5 чёрный слон · f4 белая пешка · a3 чёрный слон · c3 белая пешка · e3 белый слон · f3 белый ферзь · a2 белая пешка · d2 белый конь · f2 белая пешка · h2 белая пешка · c1 белый король · d1 белая ладья · h1 белая ладья | c8 чёрный король · e8 чёрная ладья · h8 чёрная ладья · a7 чёрная пешка · b7 чёрная пешка · c7 чёрная пешка · g7 чёрная пешка · h7 чёрная пешка · c6 чёрный конь · d5 белый слон · f5 чёрный слон · f4 белая пешка · a3 чёрный слон · c3 белая пешка · e3 белый слон · f3 белый ферзь · a2 белая пешка · d2 белый конь · f2 белая пешка · h2 белая пешка · c1 белый король · d1 белая ладья · h1 белая ладья | c8 чёрный король · e8 чёрная ладья · h8 чёрная ладья · a7 чёрная пешка · b7 чёрная пешка · c7 чёрная пешка · g7 чёрная пешка · h7 чёрная пешка · c6 чёрный конь · d5 белый слон · f5 чёрный слон · f4 белая пешка · a3 чёрный слон · c3 белая пешка · e3 белый слон · f3 белый ферзь · a2 белая пешка · d2 белый конь · f2 белая пешка · h2 белая пешка · c1 белый король · d1 белая ладья · h1 белая ладья | c8 чёрный король · e8 чёрная ладья · h8 чёрная ладья · a7 чёрная пешка · b7 чёрная пешка · c7 чёрная пешка · g7 чёрная пешка · h7 чёрная пешка · c6 чёрный конь · d5 белый слон · f5 чёрный слон · f4 белая пешка · a3 чёрный слон · c3 белая пешка · e3 белый слон · f3 белый ферзь · a2 белая пешка · d2 белый конь · f2 белая пешка · h2 белая пешка · c1 белый король · d1 белая ладья · h1 белая ладья | c8 чёрный король · e8 чёрная ладья · h8 чёрная ладья · a7 чёрная пешка · b7 чёрная пешка · c7 чёрная пешка · g7 чёрная пешка · h7 чёрная пешка · c6 чёрный конь · d5 белый слон · f5 чёрный слон · f4 белая пешка · a3 чёрный слон · c3 белая пешка · e3 белый слон · f3 белый ферзь · a2 белая пешка · d2 белый конь · f2 белая пешка · h2 белая пешка · c1 белый король · d1 белая ладья · h1 белая ладья | c8 чёрный король · e8 чёрная ладья · h8 чёрная ладья · a7 чёрная пешка · b7 чёрная пешка · c7 чёрная пешка · g7 чёрная пешка · h7 чёрная пешка · c6 чёрный конь · d5 белый слон · f5 чёрный слон · f4 белая пешка · a3 чёрный слон · c3 белая пешка · e3 белый слон · f3 белый ферзь · a2 белая пешка · d2 белый конь · f2 белая пешка · h2 белая пешка · c1 белый король · d1 белая ладья · h1 белая ладья | c8 чёрный король · e8 чёрная ладья · h8 чёрная ладья · a7 чёрная пешка · b7 чёрная пешка · c7 чёрная пешка · g7 чёрная пешка · h7 чёрная пешка · c6 чёрный конь · d5 белый слон · f5 чёрный слон · f4 белая пешка · a3 чёрный слон · c3 белая пешка · e3 белый слон · f3 белый ферзь · a2 белая пешка · d2 белый конь · f2 белая пешка · h2 белая пешка · c1 белый король · d1 белая ладья · h1 белая ладья | 6 |
| 5 | c8 чёрный король · e8 чёрная ладья · h8 чёрная ладья · a7 чёрная пешка · b7 чёрная пешка · c7 чёрная пешка · g7 чёрная пешка · h7 чёрная пешка · c6 чёрный конь · d5 белый слон · f5 чёрный слон · f4 белая пешка · a3 чёрный слон · c3 белая пешка · e3 белый слон · f3 белый ферзь · a2 белая пешка · d2 белый конь · f2 белая пешка · h2 белая пешка · c1 белый король · d1 белая ладья · h1 белая ладья | c8 чёрный король · e8 чёрная ладья · h8 чёрная ладья · a7 чёрная пешка · b7 чёрная пешка · c7 чёрная пешка · g7 чёрная пешка · h7 чёрная пешка · c6 чёрный конь · d5 белый слон · f5 чёрный слон · f4 белая пешка · a3 чёрный слон · c3 белая пешка · e3 белый слон · f3 белый ферзь · a2 белая пешка · d2 белый конь · f2 белая пешка · h2 белая пешка · c1 белый король · d1 белая ладья · h1 белая ладья | c8 чёрный король · e8 чёрная ладья · h8 чёрная ладья · a7 чёрная пешка · b7 чёрная пешка · c7 чёрная пешка · g7 чёрная пешка · h7 чёрная пешка · c6 чёрный конь · d5 белый слон · f5 чёрный слон · f4 белая пешка · a3 чёрный слон · c3 белая пешка · e3 белый слон · f3 белый ферзь · a2 белая пешка · d2 белый конь · f2 белая пешка · h2 белая пешка · c1 белый король · d1 белая ладья · h1 белая ладья | c8 чёрный король · e8 чёрная ладья · h8 чёрная ладья · a7 чёрная пешка · b7 чёрная пешка · c7 чёрная пешка · g7 чёрная пешка · h7 чёрная пешка · c6 чёрный конь · d5 белый слон · f5 чёрный слон · f4 белая пешка · a3 чёрный слон · c3 белая пешка · e3 белый слон · f3 белый ферзь · a2 белая пешка · d2 белый конь · f2 белая пешка · h2 белая пешка · c1 белый король · d1 белая ладья · h1 белая ладья | c8 чёрный король · e8 чёрная ладья · h8 чёрная ладья · a7 чёрная пешка · b7 чёрная пешка · c7 чёрная пешка · g7 чёрная пешка · h7 чёрная пешка · c6 чёрный конь · d5 белый слон · f5 чёрный слон · f4 белая пешка · a3 чёрный слон · c3 белая пешка · e3 белый слон · f3 белый ферзь · a2 белая пешка · d2 белый конь · f2 белая пешка · h2 белая пешка · c1 белый король · d1 белая ладья · h1 белая ладья | c8 чёрный король · e8 чёрная ладья · h8 чёрная ладья · a7 чёрная пешка · b7 чёрная пешка · c7 чёрная пешка · g7 чёрная пешка · h7 чёрная пешка · c6 чёрный конь · d5 белый слон · f5 чёрный слон · f4 белая пешка · a3 чёрный слон · c3 белая пешка · e3 белый слон · f3 белый ферзь · a2 белая пешка · d2 белый конь · f2 белая пешка · h2 белая пешка · c1 белый король · d1 белая ладья · h1 белая ладья | c8 чёрный король · e8 чёрная ладья · h8 чёрная ладья · a7 чёрная пешка · b7 чёрная пешка · c7 чёрная пешка · g7 чёрная пешка · h7 чёрная пешка · c6 чёрный конь · d5 белый слон · f5 чёрный слон · f4 белая пешка · a3 чёрный слон · c3 белая пешка · e3 белый слон · f3 белый ферзь · a2 белая пешка · d2 белый конь · f2 белая пешка · h2 белая пешка · c1 белый король · d1 белая ладья · h1 белая ладья | c8 чёрный король · e8 чёрная ладья · h8 чёрная ладья · a7 чёрная пешка · b7 чёрная пешка · c7 чёрная пешка · g7 чёрная пешка · h7 чёрная пешка · c6 чёрный конь · d5 белый слон · f5 чёрный слон · f4 белая пешка · a3 чёрный слон · c3 белая пешка · e3 белый слон · f3 белый ферзь · a2 белая пешка · d2 белый конь · f2 белая пешка · h2 белая пешка · c1 белый король · d1 белая ладья · h1 белая ладья | 5 |
| 4 | c8 чёрный король · e8 чёрная ладья · h8 чёрная ладья · a7 чёрная пешка · b7 чёрная пешка · c7 чёрная пешка · g7 чёрная пешка · h7 чёрная пешка · c6 чёрный конь · d5 белый слон · f5 чёрный слон · f4 белая пешка · a3 чёрный слон · c3 белая пешка · e3 белый слон · f3 белый ферзь · a2 белая пешка · d2 белый конь · f2 белая пешка · h2 белая пешка · c1 белый король · d1 белая ладья · h1 белая ладья | c8 чёрный король · e8 чёрная ладья · h8 чёрная ладья · a7 чёрная пешка · b7 чёрная пешка · c7 чёрная пешка · g7 чёрная пешка · h7 чёрная пешка · c6 чёрный конь · d5 белый слон · f5 чёрный слон · f4 белая пешка · a3 чёрный слон · c3 белая пешка · e3 белый слон · f3 белый ферзь · a2 белая пешка · d2 белый конь · f2 белая пешка · h2 белая пешка · c1 белый король · d1 белая ладья · h1 белая ладья | c8 чёрный король · e8 чёрная ладья · h8 чёрная ладья · a7 чёрная пешка · b7 чёрная пешка · c7 чёрная пешка · g7 чёрная пешка · h7 чёрная пешка · c6 чёрный конь · d5 белый слон · f5 чёрный слон · f4 белая пешка · a3 чёрный слон · c3 белая пешка · e3 белый слон · f3 белый ферзь · a2 белая пешка · d2 белый конь · f2 белая пешка · h2 белая пешка · c1 белый король · d1 белая ладья · h1 белая ладья | c8 чёрный король · e8 чёрная ладья · h8 чёрная ладья · a7 чёрная пешка · b7 чёрная пешка · c7 чёрная пешка · g7 чёрная пешка · h7 чёрная пешка · c6 чёрный конь · d5 белый слон · f5 чёрный слон · f4 белая пешка · a3 чёрный слон · c3 белая пешка · e3 белый слон · f3 белый ферзь · a2 белая пешка · d2 белый конь · f2 белая пешка · h2 белая пешка · c1 белый король · d1 белая ладья · h1 белая ладья | c8 чёрный король · e8 чёрная ладья · h8 чёрная ладья · a7 чёрная пешка · b7 чёрная пешка · c7 чёрная пешка · g7 чёрная пешка · h7 чёрная пешка · c6 чёрный конь · d5 белый слон · f5 чёрный слон · f4 белая пешка · a3 чёрный слон · c3 белая пешка · e3 белый слон · f3 белый ферзь · a2 белая пешка · d2 белый конь · f2 белая пешка · h2 белая пешка · c1 белый король · d1 белая ладья · h1 белая ладья | c8 чёрный король · e8 чёрная ладья · h8 чёрная ладья · a7 чёрная пешка · b7 чёрная пешка · c7 чёрная пешка · g7 чёрная пешка · h7 чёрная пешка · c6 чёрный конь · d5 белый слон · f5 чёрный слон · f4 белая пешка · a3 чёрный слон · c3 белая пешка · e3 белый слон · f3 белый ферзь · a2 белая пешка · d2 белый конь · f2 белая пешка · h2 белая пешка · c1 белый король · d1 белая ладья · h1 белая ладья | c8 чёрный король · e8 чёрная ладья · h8 чёрная ладья · a7 чёрная пешка · b7 чёрная пешка · c7 чёрная пешка · g7 чёрная пешка · h7 чёрная пешка · c6 чёрный конь · d5 белый слон · f5 чёрный слон · f4 белая пешка · a3 чёрный слон · c3 белая пешка · e3 белый слон · f3 белый ферзь · a2 белая пешка · d2 белый конь · f2 белая пешка · h2 белая пешка · c1 белый король · d1 белая ладья · h1 белая ладья | c8 чёрный король · e8 чёрная ладья · h8 чёрная ладья · a7 чёрная пешка · b7 чёрная пешка · c7 чёрная пешка · g7 чёрная пешка · h7 чёрная пешка · c6 чёрный конь · d5 белый слон · f5 чёрный слон · f4 белая пешка · a3 чёрный слон · c3 белая пешка · e3 белый слон · f3 белый ферзь · a2 белая пешка · d2 белый конь · f2 белая пешка · h2 белая пешка · c1 белый король · d1 белая ладья · h1 белая ладья | 4 |
| 3 | c8 чёрный король · e8 чёрная ладья · h8 чёрная ладья · a7 чёрная пешка · b7 чёрная пешка · c7 чёрная пешка · g7 чёрная пешка · h7 чёрная пешка · c6 чёрный конь · d5 белый слон · f5 чёрный слон · f4 белая пешка · a3 чёрный слон · c3 белая пешка · e3 белый слон · f3 белый ферзь · a2 белая пешка · d2 белый конь · f2 белая пешка · h2 белая пешка · c1 белый король · d1 белая ладья · h1 белая ладья | c8 чёрный король · e8 чёрная ладья · h8 чёрная ладья · a7 чёрная пешка · b7 чёрная пешка · c7 чёрная пешка · g7 чёрная пешка · h7 чёрная пешка · c6 чёрный конь · d5 белый слон · f5 чёрный слон · f4 белая пешка · a3 чёрный слон · c3 белая пешка · e3 белый слон · f3 белый ферзь · a2 белая пешка · d2 белый конь · f2 белая пешка · h2 белая пешка · c1 белый король · d1 белая ладья · h1 белая ладья | c8 чёрный король · e8 чёрная ладья · h8 чёрная ладья · a7 чёрная пешка · b7 чёрная пешка · c7 чёрная пешка · g7 чёрная пешка · h7 чёрная пешка · c6 чёрный конь · d5 белый слон · f5 чёрный слон · f4 белая пешка · a3 чёрный слон · c3 белая пешка · e3 белый слон · f3 белый ферзь · a2 белая пешка · d2 белый конь · f2 белая пешка · h2 белая пешка · c1 белый король · d1 белая ладья · h1 белая ладья | c8 чёрный король · e8 чёрная ладья · h8 чёрная ладья · a7 чёрная пешка · b7 чёрная пешка · c7 чёрная пешка · g7 чёрная пешка · h7 чёрная пешка · c6 чёрный конь · d5 белый слон · f5 чёрный слон · f4 белая пешка · a3 чёрный слон · c3 белая пешка · e3 белый слон · f3 белый ферзь · a2 белая пешка · d2 белый конь · f2 белая пешка · h2 белая пешка · c1 белый король · d1 белая ладья · h1 белая ладья | c8 чёрный король · e8 чёрная ладья · h8 чёрная ладья · a7 чёрная пешка · b7 чёрная пешка · c7 чёрная пешка · g7 чёрная пешка · h7 чёрная пешка · c6 чёрный конь · d5 белый слон · f5 чёрный слон · f4 белая пешка · a3 чёрный слон · c3 белая пешка · e3 белый слон · f3 белый ферзь · a2 белая пешка · d2 белый конь · f2 белая пешка · h2 белая пешка · c1 белый король · d1 белая ладья · h1 белая ладья | c8 чёрный король · e8 чёрная ладья · h8 чёрная ладья · a7 чёрная пешка · b7 чёрная пешка · c7 чёрная пешка · g7 чёрная пешка · h7 чёрная пешка · c6 чёрный конь · d5 белый слон · f5 чёрный слон · f4 белая пешка · a3 чёрный слон · c3 белая пешка · e3 белый слон · f3 белый ферзь · a2 белая пешка · d2 белый конь · f2 белая пешка · h2 белая пешка · c1 белый король · d1 белая ладья · h1 белая ладья | c8 чёрный король · e8 чёрная ладья · h8 чёрная ладья · a7 чёрная пешка · b7 чёрная пешка · c7 чёрная пешка · g7 чёрная пешка · h7 чёрная пешка · c6 чёрный конь · d5 белый слон · f5 чёрный слон · f4 белая пешка · a3 чёрный слон · c3 белая пешка · e3 белый слон · f3 белый ферзь · a2 белая пешка · d2 белый конь · f2 белая пешка · h2 белая пешка · c1 белый король · d1 белая ладья · h1 белая ладья | c8 чёрный король · e8 чёрная ладья · h8 чёрная ладья · a7 чёрная пешка · b7 чёрная пешка · c7 чёрная пешка · g7 чёрная пешка · h7 чёрная пешка · c6 чёрный конь · d5 белый слон · f5 чёрный слон · f4 белая пешка · a3 чёрный слон · c3 белая пешка · e3 белый слон · f3 белый ферзь · a2 белая пешка · d2 белый конь · f2 белая пешка · h2 белая пешка · c1 белый король · d1 белая ладья · h1 белая ладья | 3 |
| 2 | c8 чёрный король · e8 чёрная ладья · h8 чёрная ладья · a7 чёрная пешка · b7 чёрная пешка · c7 чёрная пешка · g7 чёрная пешка · h7 чёрная пешка · c6 чёрный конь · d5 белый слон · f5 чёрный слон · f4 белая пешка · a3 чёрный слон · c3 белая пешка · e3 белый слон · f3 белый ферзь · a2 белая пешка · d2 белый конь · f2 белая пешка · h2 белая пешка · c1 белый король · d1 белая ладья · h1 белая ладья | c8 чёрный король · e8 чёрная ладья · h8 чёрная ладья · a7 чёрная пешка · b7 чёрная пешка · c7 чёрная пешка · g7 чёрная пешка · h7 чёрная пешка · c6 чёрный конь · d5 белый слон · f5 чёрный слон · f4 белая пешка · a3 чёрный слон · c3 белая пешка · e3 белый слон · f3 белый ферзь · a2 белая пешка · d2 белый конь · f2 белая пешка · h2 белая пешка · c1 белый король · d1 белая ладья · h1 белая ладья | c8 чёрный король · e8 чёрная ладья · h8 чёрная ладья · a7 чёрная пешка · b7 чёрная пешка · c7 чёрная пешка · g7 чёрная пешка · h7 чёрная пешка · c6 чёрный конь · d5 белый слон · f5 чёрный слон · f4 белая пешка · a3 чёрный слон · c3 белая пешка · e3 белый слон · f3 белый ферзь · a2 белая пешка · d2 белый конь · f2 белая пешка · h2 белая пешка · c1 белый король · d1 белая ладья · h1 белая ладья | c8 чёрный король · e8 чёрная ладья · h8 чёрная ладья · a7 чёрная пешка · b7 чёрная пешка · c7 чёрная пешка · g7 чёрная пешка · h7 чёрная пешка · c6 чёрный конь · d5 белый слон · f5 чёрный слон · f4 белая пешка · a3 чёрный слон · c3 белая пешка · e3 белый слон · f3 белый ферзь · a2 белая пешка · d2 белый конь · f2 белая пешка · h2 белая пешка · c1 белый король · d1 белая ладья · h1 белая ладья | c8 чёрный король · e8 чёрная ладья · h8 чёрная ладья · a7 чёрная пешка · b7 чёрная пешка · c7 чёрная пешка · g7 чёрная пешка · h7 чёрная пешка · c6 чёрный конь · d5 белый слон · f5 чёрный слон · f4 белая пешка · a3 чёрный слон · c3 белая пешка · e3 белый слон · f3 белый ферзь · a2 белая пешка · d2 белый конь · f2 белая пешка · h2 белая пешка · c1 белый король · d1 белая ладья · h1 белая ладья | c8 чёрный король · e8 чёрная ладья · h8 чёрная ладья · a7 чёрная пешка · b7 чёрная пешка · c7 чёрная пешка · g7 чёрная пешка · h7 чёрная пешка · c6 чёрный конь · d5 белый слон · f5 чёрный слон · f4 белая пешка · a3 чёрный слон · c3 белая пешка · e3 белый слон · f3 белый ферзь · a2 белая пешка · d2 белый конь · f2 белая пешка · h2 белая пешка · c1 белый король · d1 белая ладья · h1 белая ладья | c8 чёрный король · e8 чёрная ладья · h8 чёрная ладья · a7 чёрная пешка · b7 чёрная пешка · c7 чёрная пешка · g7 чёрная пешка · h7 чёрная пешка · c6 чёрный конь · d5 белый слон · f5 чёрный слон · f4 белая пешка · a3 чёрный слон · c3 белая пешка · e3 белый слон · f3 белый ферзь · a2 белая пешка · d2 белый конь · f2 белая пешка · h2 белая пешка · c1 белый король · d1 белая ладья · h1 белая ладья | c8 чёрный король · e8 чёрная ладья · h8 чёрная ладья · a7 чёрная пешка · b7 чёрная пешка · c7 чёрная пешка · g7 чёрная пешка · h7 чёрная пешка · c6 чёрный конь · d5 белый слон · f5 чёрный слон · f4 белая пешка · a3 чёрный слон · c3 белая пешка · e3 белый слон · f3 белый ферзь · a2 белая пешка · d2 белый конь · f2 белая пешка · h2 белая пешка · c1 белый король · d1 белая ладья · h1 белая ладья | 2 |
| 1 | c8 чёрный король · e8 чёрная ладья · h8 чёрная ладья · a7 чёрная пешка · b7 чёрная пешка · c7 чёрная пешка · g7 чёрная пешка · h7 чёрная пешка · c6 чёрный конь · d5 белый слон · f5 чёрный слон · f4 белая пешка · a3 чёрный слон · c3 белая пешка · e3 белый слон · f3 белый ферзь · a2 белая пешка · d2 белый конь · f2 белая пешка · h2 белая пешка · c1 белый король · d1 белая ладья · h1 белая ладья | c8 чёрный король · e8 чёрная ладья · h8 чёрная ладья · a7 чёрная пешка · b7 чёрная пешка · c7 чёрная пешка · g7 чёрная пешка · h7 чёрная пешка · c6 чёрный конь · d5 белый слон · f5 чёрный слон · f4 белая пешка · a3 чёрный слон · c3 белая пешка · e3 белый слон · f3 белый ферзь · a2 белая пешка · d2 белый конь · f2 белая пешка · h2 белая пешка · c1 белый король · d1 белая ладья · h1 белая ладья | c8 чёрный король · e8 чёрная ладья · h8 чёрная ладья · a7 чёрная пешка · b7 чёрная пешка · c7 чёрная пешка · g7 чёрная пешка · h7 чёрная пешка · c6 чёрный конь · d5 белый слон · f5 чёрный слон · f4 белая пешка · a3 чёрный слон · c3 белая пешка · e3 белый слон · f3 белый ферзь · a2 белая пешка · d2 белый конь · f2 белая пешка · h2 белая пешка · c1 белый король · d1 белая ладья · h1 белая ладья | c8 чёрный король · e8 чёрная ладья · h8 чёрная ладья · a7 чёрная пешка · b7 чёрная пешка · c7 чёрная пешка · g7 чёрная пешка · h7 чёрная пешка · c6 чёрный конь · d5 белый слон · f5 чёрный слон · f4 белая пешка · a3 чёрный слон · c3 белая пешка · e3 белый слон · f3 белый ферзь · a2 белая пешка · d2 белый конь · f2 белая пешка · h2 белая пешка · c1 белый король · d1 белая ладья · h1 белая ладья | c8 чёрный король · e8 чёрная ладья · h8 чёрная ладья · a7 чёрная пешка · b7 чёрная пешка · c7 чёрная пешка · g7 чёрная пешка · h7 чёрная пешка · c6 чёрный конь · d5 белый слон · f5 чёрный слон · f4 белая пешка · a3 чёрный слон · c3 белая пешка · e3 белый слон · f3 белый ферзь · a2 белая пешка · d2 белый конь · f2 белая пешка · h2 белая пешка · c1 белый король · d1 белая ладья · h1 белая ладья | c8 чёрный король · e8 чёрная ладья · h8 чёрная ладья · a7 чёрная пешка · b7 чёрная пешка · c7 чёрная пешка · g7 чёрная пешка · h7 чёрная пешка · c6 чёрный конь · d5 белый слон · f5 чёрный слон · f4 белая пешка · a3 чёрный слон · c3 белая пешка · e3 белый слон · f3 белый ферзь · a2 белая пешка · d2 белый конь · f2 белая пешка · h2 белая пешка · c1 белый король · d1 белая ладья · h1 белая ладья | c8 чёрный король · e8 чёрная ладья · h8 чёрная ладья · a7 чёрная пешка · b7 чёрная пешка · c7 чёрная пешка · g7 чёрная пешка · h7 чёрная пешка · c6 чёрный конь · d5 белый слон · f5 чёрный слон · f4 белая пешка · a3 чёрный слон · c3 белая пешка · e3 белый слон · f3 белый ферзь · a2 белая пешка · d2 белый конь · f2 белая пешка · h2 белая пешка · c1 белый король · d1 белая ладья · h1 белая ладья | c8 чёрный король · e8 чёрная ладья · h8 чёрная ладья · a7 чёрная пешка · b7 чёрная пешка · c7 чёрная пешка · g7 чёрная пешка · h7 чёрная пешка · c6 чёрный конь · d5 белый слон · f5 чёрный слон · f4 белая пешка · a3 чёрный слон · c3 белая пешка · e3 белый слон · f3 белый ферзь · a2 белая пешка · d2 белый конь · f2 белая пешка · h2 белая пешка · c1 белый король · d1 белая ладья · h1 белая ладья | 1 |
|   | a | b | c | d | e | f | g | h |   |

Сэмюэль Боден (англ. Samuel Standidge Boden, 4 апреля 1826, Кингстон-апон-Халл — 13 января 1882, Лондон) — один из сильнейших английских шахматистов второй половины XIX века.
Свой первый турнир выиграл в 1851 году в Лондоне. В финале турнира в Манчестере в 1857 сыграл вничью с Иоганном Лёвенталем. Год спустя, в Лондоне, проиграл матч с Полом Морфи 2½-6½.
Боден вошёл в историю шахмат благодаря партии с Шулдером в ходе турнира, состоявшегося в 1853 году в Лондоне. На пятнадцатом ходу при помощи двух слонов он поставил сопернику один из красивейших и неожиданных матов, названный позднее в его честь матом Бодена.
Существует также вариант защиты Филидора, названный именем С. Бодена, на основе одной из его игр против Пола Морфи.
По мнению П. Морфи, С. Боден был сильнейшим английским мастером, хотя Т. Барнс имел более высокий рейтинг, чем Боден.
С. Боден — автор популярного «Введения в изучение и практику шахмат» (A Popular Introduction to the Study and Practice of Chess), опубликованного анонимно в 1851 году.